# Theodore Robinson
Pour les articles homonymes, voir Robinson.
Theodore Robinson (3 juillet 1852 - 2 avril 1896) est un peintre américain célèbre pour ses paysages impressionnistes. Il est l'un des premiers artistes américains à adopter l'impressionnisme à la fin des années 1880. Il fréquente Claude Monet à Giverny. Plusieurs de ses toiles sont considérées comme des chefs-d'œuvre de l'impressionnisme américain.

## Biographie
Theodore Robinson est né à Irasburg dans le Vermont, au Nord-Est des États-Unis. Sa famille s'installe dans le Wisconsin et Robinson commence des études d'art à l'Art Institute of Chicago en 1869. L'année suivante, il s'installe à Denver, près des montagnes Rocheuses, pour soulager ses crises d'asthme. En 1874, il intègre l'Académie américaine de design et l'Art Students League à New York. En 1876, il part pour Paris, où il est l'élève de Carolus-Duran puis de Jean-Léon Gérôme à l'École des beaux-arts. Il peint ses premières toiles à Paris en 1877, et passe l'été à Grez-sur-Loing. Après plusieurs voyages à Venise et Bologne, il retourne aux États-Unis en 1879, où il reste plusieurs années. Pendant cette période, il adopte le style réaliste et représente des personnes exécutant des tâches agricoles ou domestiques. 

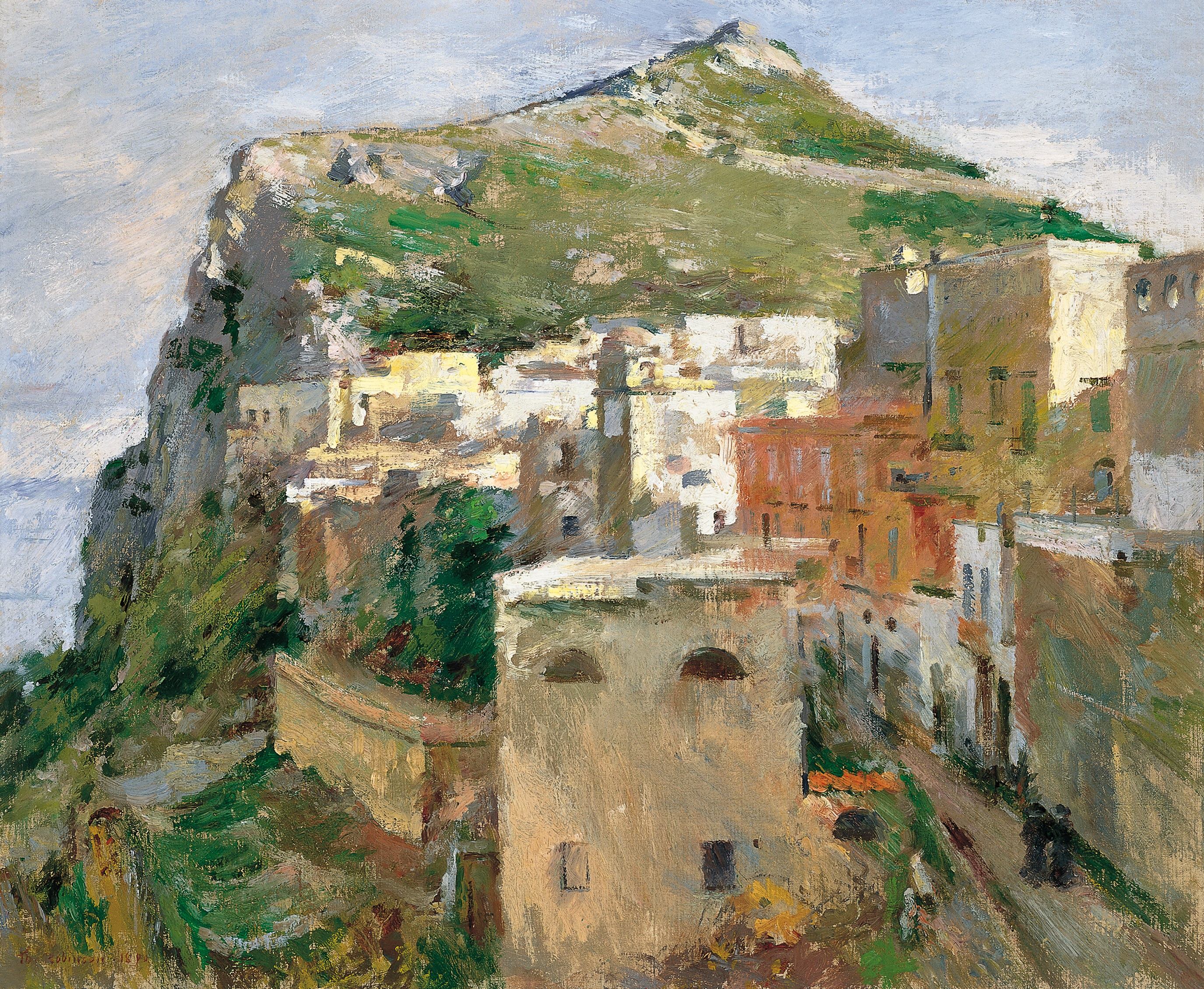
Capri, 1890, musée Thyssen-Bornemisza, Madrid

En 1884, Theodore Robinson retourne en France, où il vit huit années, tout en faisant des séjours en Amérique.
Il fréquente Giverny en Normandie, le centre de l'impressionnisme, autour de la figure de Claude Monet. De tous les artistes américains, il est le plus proche du maître français, qui lui donne des conseils. Robinson peint plusieurs toiles dans un style impressionniste traditionnel, influencé par Claude Monet. Ainsi, Capri, peint en 1890, s'inspire probablement des Falaises à Varengeville, Pourville, et Étretat. À Giverny, Robinson réalise quelques-unes de ses meilleures toiles : des paysages ruraux, des femmes. La Débâcle (1892) est considérée comme une œuvre de maturité.
Il quitte la France en 1892 et obtient une place d'enseignant à la Brooklyn Art School. Il est relation avec d'autres peintres impressionnistes américains comme John Henry Twachtman et Julian Alden Weir, et séjourne à la Cos Cob Art Colony dans le Connecticut. C'est là qu'il peint une série de marines au Riverside Yacht Club. Il passe les classes d'été à Napanoch, près des montagnes Catskill, où il peint quelques paysages. Il enseigne également à l'Evelyn College de Princeton, puis à la Pennsylvania Academy of the Fine Arts de Philadelphie.
En 1895, il réalise plusieurs toiles dans le Vermont et écrit une lettre à Claude Monet en février 1896, annonçant son retour à Giverny. Mais il meurt en avril à New York à l'âge de 43 ans, d'une crise d'asthme aiguë. Aujourd'hui, les toiles de Theodore Robinson sont conservées au Metropolitan Museum of Art de New York, à la Corcoran Gallery of Art de Washington et à l'Art Institute of Chicago.

## Quelques œuvres
- Le Père Trognon et sa fille au pont, 1891, huile sur toile, 46 × 56 cm, Terra Foundation, Chicago[5]
- Scène de Canal, 1893, huile sur toile, 43 × 57 cm, Terra Foundation, Chicago[6]

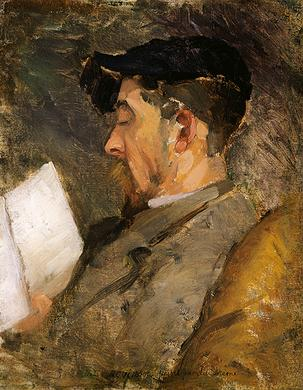
Theodore Robinson, Autoportrait (vers 1884-1887), collection Margaret and Raymond Horowitz
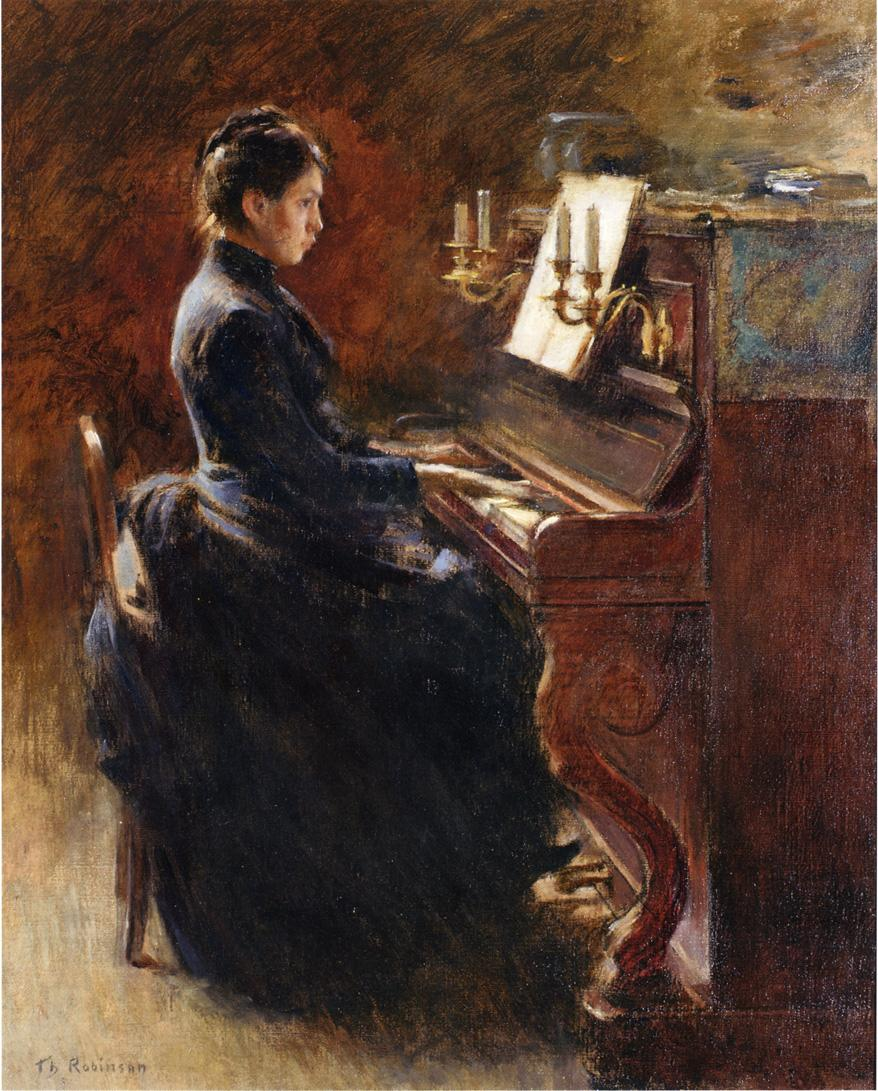
Girl at Piano, (c.1887)
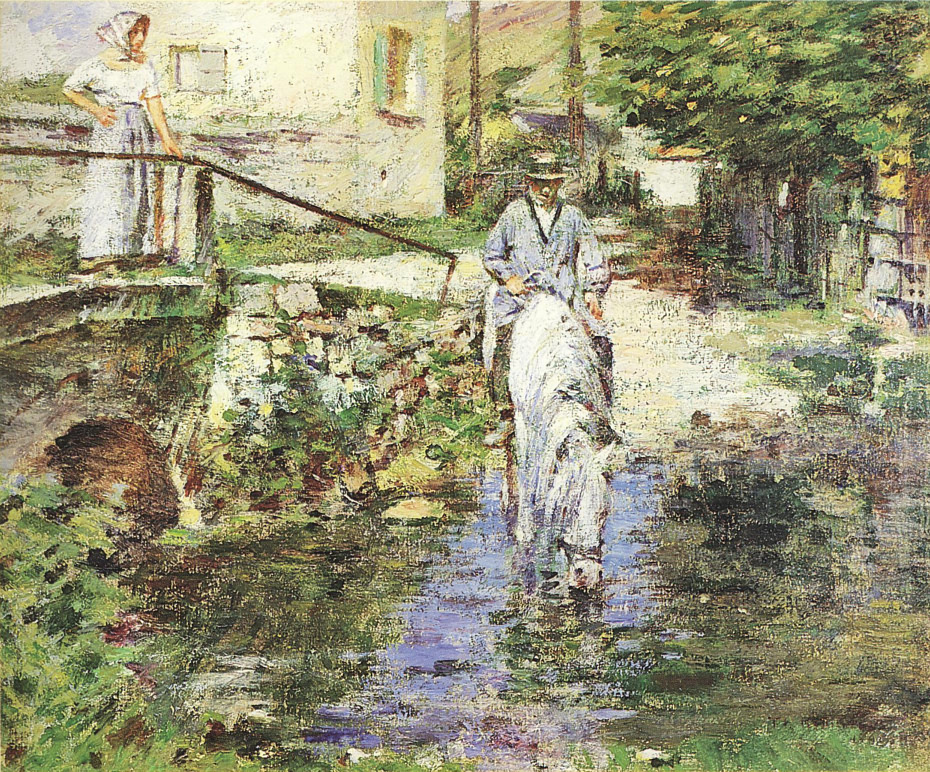
Père Trognon and His Daughter at the Bridge, 1891 Terra Foundation, Chicago
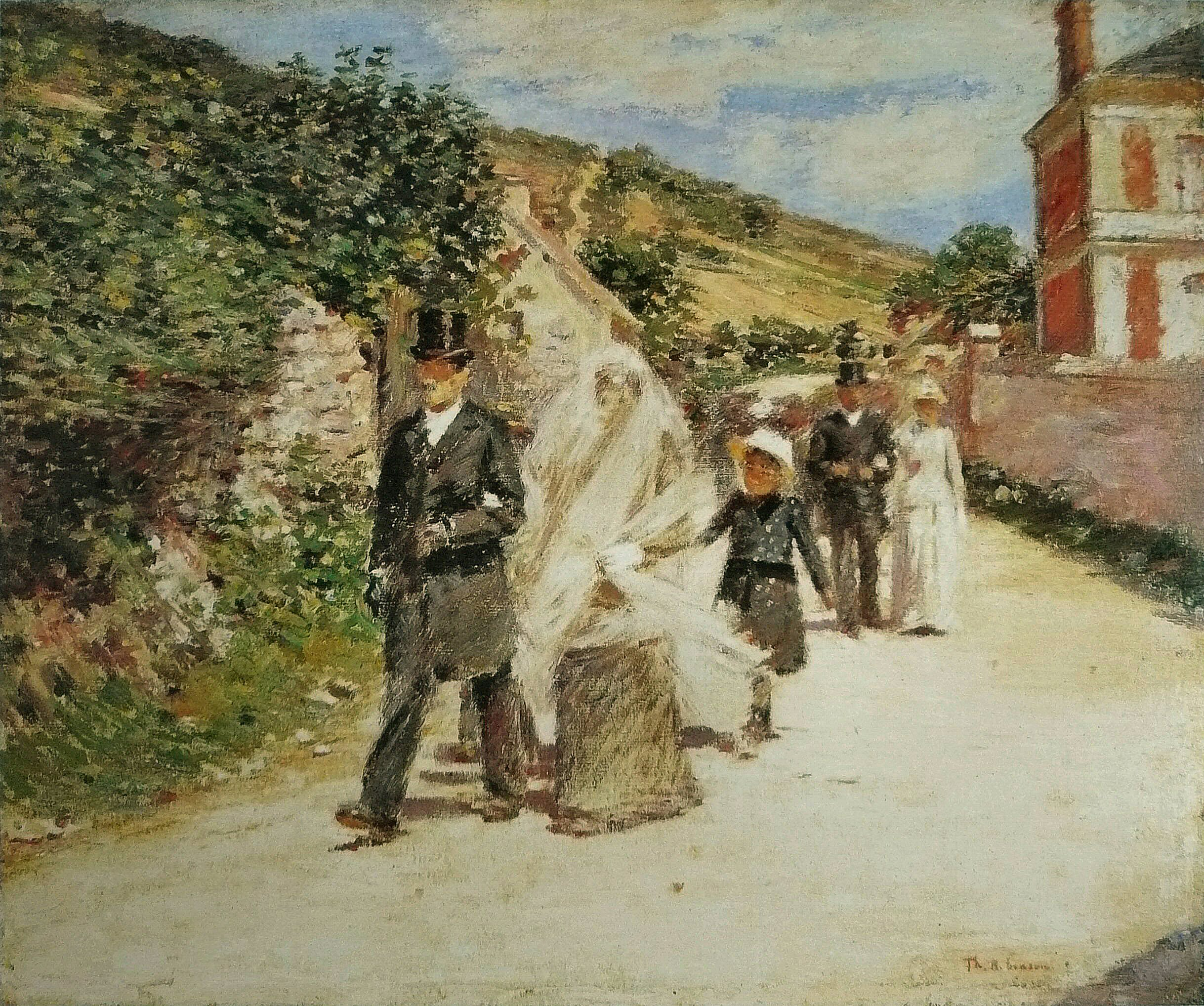
The Wedding March, (1892). Il s'agit du Cortège nuptial de Suzanne Hoschedé et de Theodore Butler, à l'occasion de leur mariage en 1892.
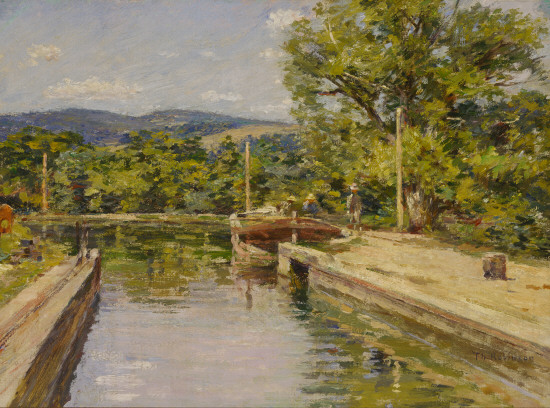
Canal Scene,, 1893 Terra Foundation, Chicago